# 1800-talet ut-och-in
1800-talet ut-och-in (danska: 1800-tallet på vrangen) är en dansk historisk dokumentärserie i åtta delar från 2007. Programledare var Liv Thomsen.